# Szermierka na Letnich Igrzyskach Olimpijskich 1988
Szermierka na XXIV Letnich Igrzyskach Olimpijskich w Seulu odbywała się w dniach 20-30 września 1988 roku. Zawody rozgrywane były w hali sportowej Olympic Fencing Gymnasium.

## Klasyfikacja medalowa
| Lp. | Państwo | złoto | srebro | brąz | Razem |
| --- | ------- | ----- | ------ | ---- | ----- |
| 1   | RFN     | 3     | 3      | 1    | 7     |
| 2   | Francja | 2     | 1      | 0    | 3     |
| 3   | ZSRR    | 1     | 1      | 3    | 5     |
| 4   | Włochy  | 1     | 1      | 2    | 4     |
| 5   | Węgry   | 1     | 0      | 2    | 3     |
| 6   | NRD     | 0     | 1      | 0    | 1     |
| 6   | Polska  | 0     | 1      | 0    | 1     |

## Medaliści

### Mężczyźni
| Złoto                                                                                           | Srebro                                                                                             | Brąz                                                                                                  |
| Floret                                                                                          | | |
| Stefano Cerioni                                                                                 | Udo Wagner                                                                                         | Aleksandr Romankow                                                                                    |
| ZSRR Aleksandr Romankow · Wladimer Apciauri · Ilgar Mamiedow · Anwar Ibragimow · Boris Koriecki | RFN Mathias Gey · Thorsten Weidner · Matthias Behr · Ulrich Schreck · Thomas Endres                | Węgry Zsolt Érsek · Pál Szekeres · István Szelei · István Busa · Róbert Gátai                         |
| Szpada                                                                                          | | |
| Arnd Schmitt                                                                                    | Philippe Riboud                                                                                    | Andriej Szuwałow                                                                                      |
| Francja Frédéric Delpla · Jean-Michel Henry · Olivier Lenglet · Philippe Riboud · Éric Srecki   | RFN Elmar Borrmann · Volker Fischer · Thomas Gerull · Alexander Pusch · Arnd Schmitt               | ZSRR Andriej Szuwałow · Pawieł Kołobkow · Władimir Riezniczenko · Mychajło Tyszko · Igor Tichomirow   |
| Szabla                                                                                          | | |
| Jean-François Lamour                                                                            | Janusz Olech                                                                                       | Giovanni Scalzo                                                                                       |
| Węgry György Nébald · Bence Szabó · Imre Bujdosó · Imre Gedővári · László Csongrádi             | ZSRR Siergiej Mindirgasow · Michaił Burcew · Heorhij Pohosow · Andriej Alszan · Siergiej Koriażkin | Włochy Giovanni Scalzo · Marco Marin · Gianfranco Dalla Barba · Ferdinando Meglio · Massimo Cavaliere |

### Kobiety
| Złoto                                                                                           | Srebro                                                                                                  | Brąz                                                                                               |
| Floret                                                                                          | | |
| Anja Fichtel-Mauritz                                                                            | Sabine Bau                                                                                              | Zita-Eva Funkenhauser                                                                              |
| RFN Anja Fichtel-Mauritz · Zita-Eva Funkenhauser · Christiane Weber · Sabine Bau · Annette Klug | Włochy Dorina Vaccaroni · Margherita Zalaffi · Francesca Bortolozzi · Lucia Traversa · Annapia Gandolfi | Węgry Zsuzsanna Jánosi-Németh · Gertrúd Stefanek · Zsuzsanna Szőcs · Katalin Tuschák · Edit Kovács |

## Uczestnicy
W zawodach udział wzięło 317 szermierzy z 42 krajów:
- Argentyna (2)
- Aruba (1)
- Australia (2)
- Austria (5)
- Bahrajn (4)
- Belgia (2)
- Boliwia (1)
- Brazylia (4)
- Bułgaria (5)
- Chiny (15)
- Chińskie Tajpej (2)
- Kolumbia (5)
- Egipt (2)
- Filipiny (1)
- Finlandia (1)
- Francja (19)
- Hiszpania (8)
- Holandia (5)
- Hongkong (7)
- Indonezja (2)
- Japonia (10)
- Jordania (1)
- Kanada (18)
- Korea Południowa (20)
- Kuwejt (8)
- Liban (2)
- Meksyk (1)
- Monako (1)
- NRD (7)
- Nowa Zelandia (1)
- Paragwaj (2)
- Polska (18)
- Portugalia (3)
- RFN (20)
- Rumunia (2)
- Stany Zjednoczone (19)
- Szwecja (11)
- Szwajcaria (7)
- Węgry (20)
- Wielka Brytania (13)
- Włochy (20)
- ZSRR (20)